# Gas misto
Il gas misto è una miscela di N2, CO, CO2 e H2, che si ottiene facendo bruciare carbone o legna in presenza di aria e vapore acqueo, unendo così i processi di produzione di gas d'aria e gas d'acqua in un unico processo.
Le reazioni che avvengono sono:
C + O2 → CO2              ΔH= -97000 cal
C + H2O → CO + H2          ΔH= 28400 cal
2 C + O2 → 2 CO                      ΔH= -58800cal
CO + H2O(g) → CO2 + H2         ΔH= -9800cal
CO2 + C → 2 CO (equilibrio di Boudouard)
Si fa in modo che il calore sviluppato dalle reazioni di combustione sia sufficiente a compensare quello assorbito dalle reazioni endotermiche tra il vapore acqueo e il carbone, quello perso per convezione e irraggiamento e ne rimanga per mantenere il gassogeno a temperatura elevata.